# کاروسیل
کاروسیل (انگلیسی: Carousell) شرکت تجارت الکترونیک سنگاپوری است، که در سال ۲۰۱۲ توسط لوکاس انگو تأسیس شد.